# Österreichische Schiffswerften AG

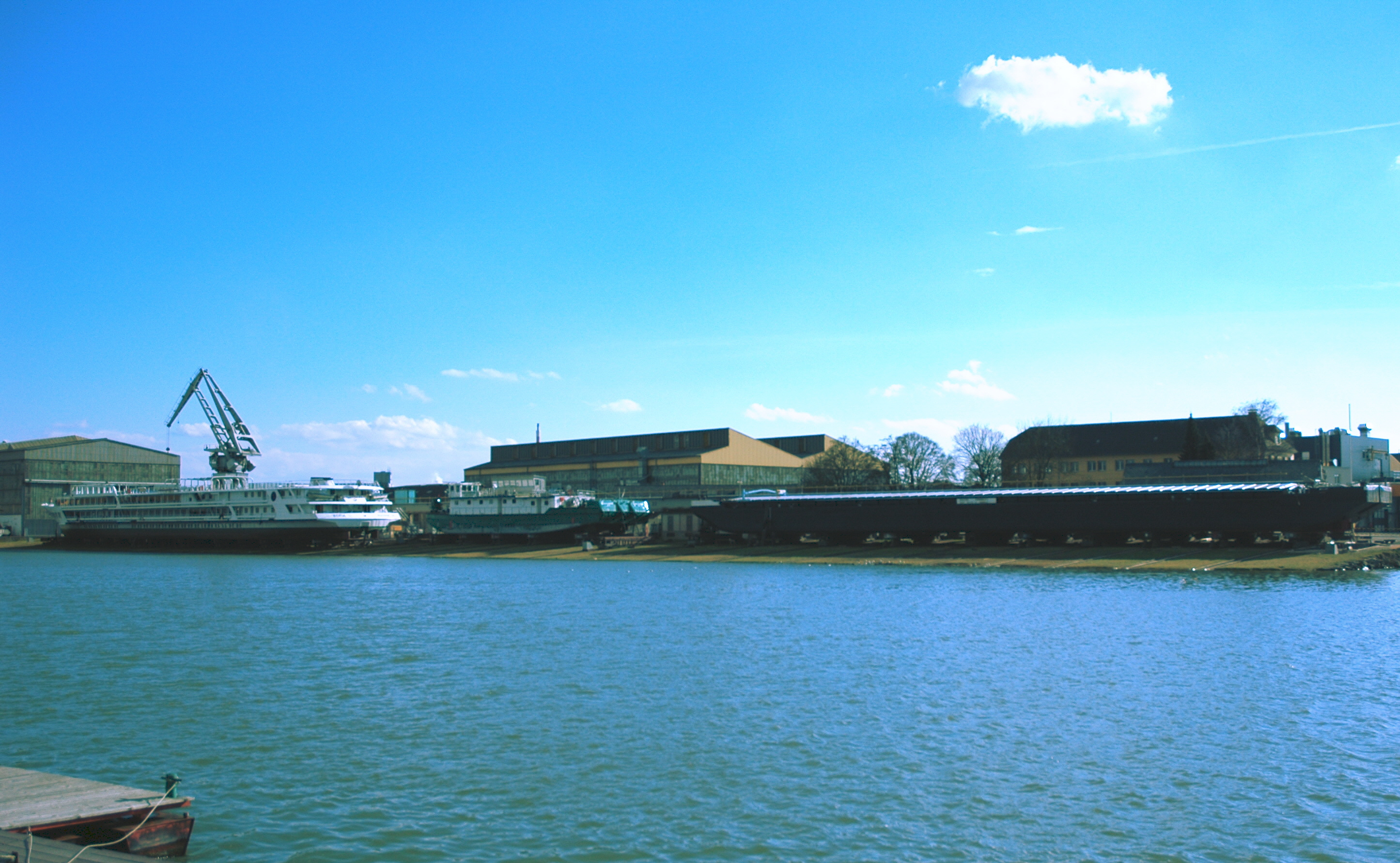
Die Helling der ÖSWAG-Werft in Linz mit drei Schiffen verschiedener Typen.

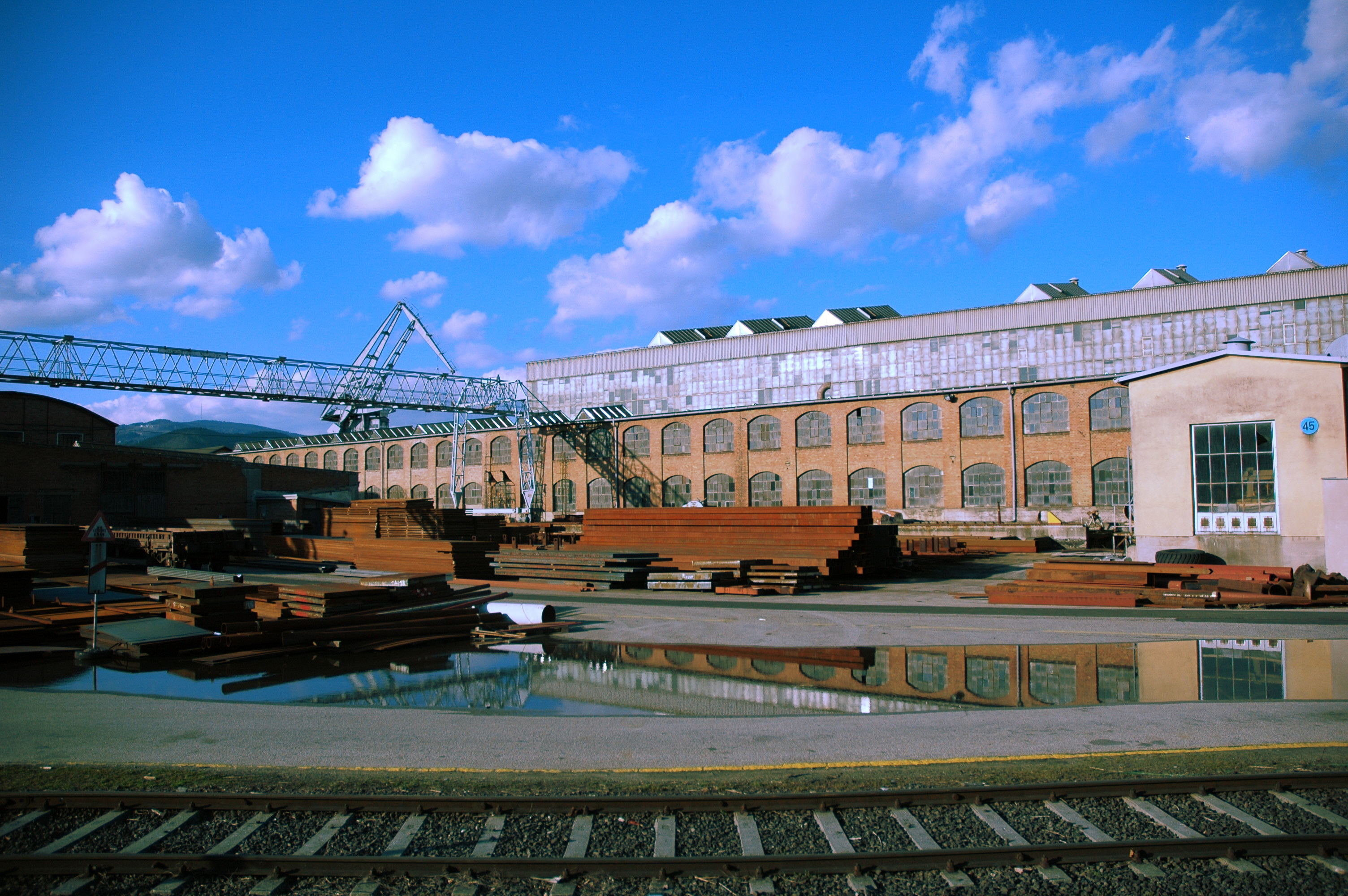
Alte und neue Schiffbauhalle (im Hintergrund).

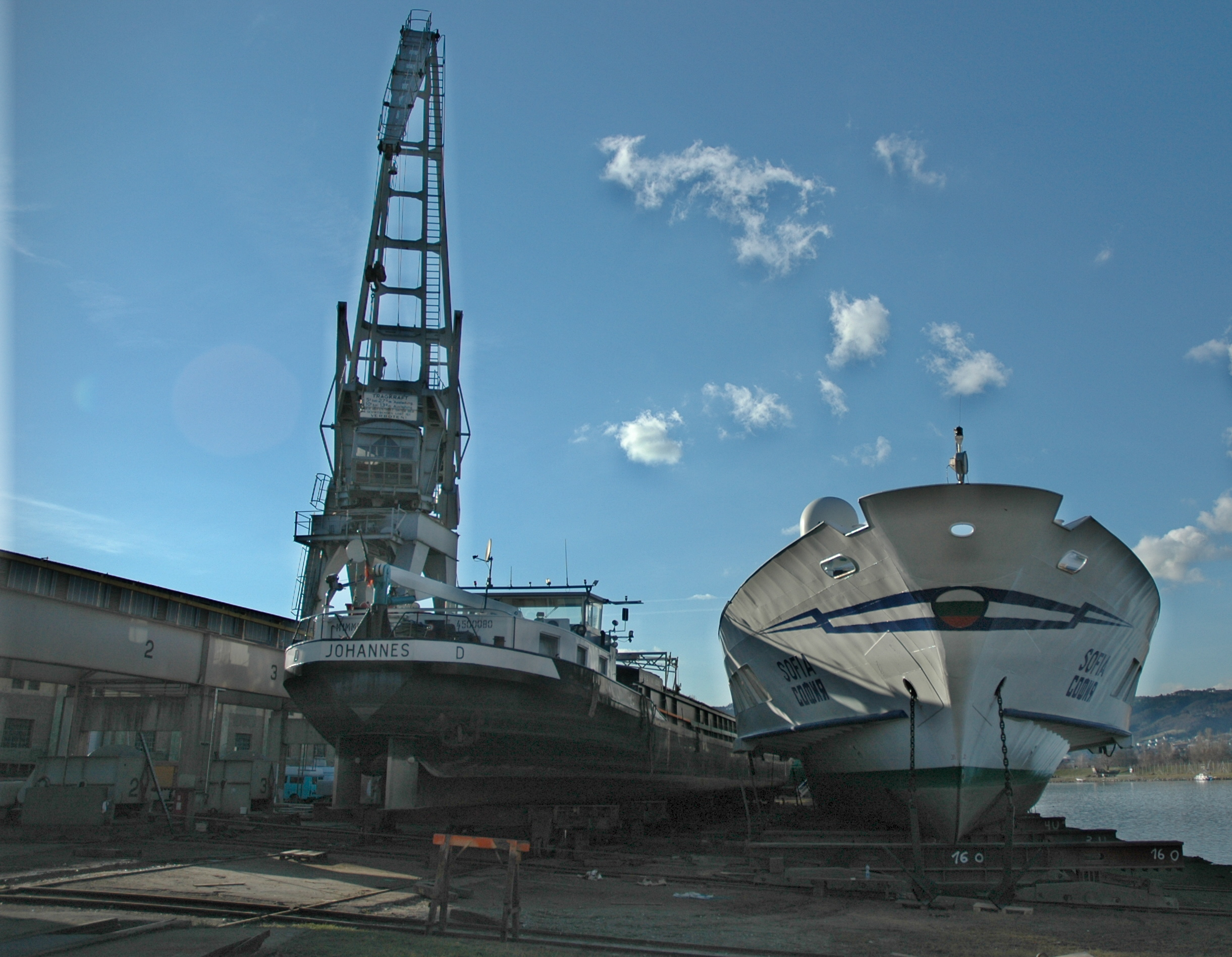
Helling mit Binnenmotorschiff (links) und Fahrgastschiff (rechts).

Die Österreichische Schiffswerften AG (ÖSWAG) ist ein Schiffbauunternehmen mit Sitz in Linz an der Donau und wurde mittlerweile auf den Wortlaut ÖSWAG Werft Linz GmbH umfirmiert. Im Jahr 1998 wurden Teile des Unternehmens ausgegliedert und in die ÖSWAG Maschinenbau GmbH umgewandelt. Das Unternehmen liegt im Linzer Winterhafen und umschließt eine Fläche von mehr als 10 ha, die Hallenfläche beträgt ca. 35 Tsd. m². Seit Gründung des Unternehmens im Jahr 1840 bis dato wurden rund 1600 Schiffe, Boote udgl. vom Stapel gelassen. Aktuell sind ca. 500 Personen insgesamt beschäftigt.

## Geschichte
Die Linzer Werft wurde 1840 von Ignaz Mayer gegründet. Noch im Gründungsjahr wurde der erste eiserne Donaufrachtkahn erbaut, der am 12. November 1840 seine Jungfernfahrt mit einer Ladung von 200 Tonnen Salz nach Wien antrat. 1873, also noch zu Lebzeiten Mayers, wurde die Schiffswerft bereits von der Allgemeinen Österreichischen Baugesellschaft in Wien betrieben. 1894 erreichte der Mitarbeiterstand rund 650 Personen. 1909 wurde die Werft vom Stabilimento Tecnico Triestino übernommen. Im Dezember 1911 wurde das erste österreichische Fluss-Motorschiff mit einem 150 PS-Vierzylinder-Dieselmotor fertiggestellt.
In der Zwischenkriegszeit war das Unternehmen Hersteller von selbst konstruierten Dieselmotoren der Marke „Climax“. Am 24. Juni 1938 wurde die Werft als erster oberösterreichischer Betrieb zum Rüstungsunternehmen erklärt und in der Folge in die Hermann-Göring-Werke eingegliedert. 1946 wurde das Unternehmen verstaatlicht.

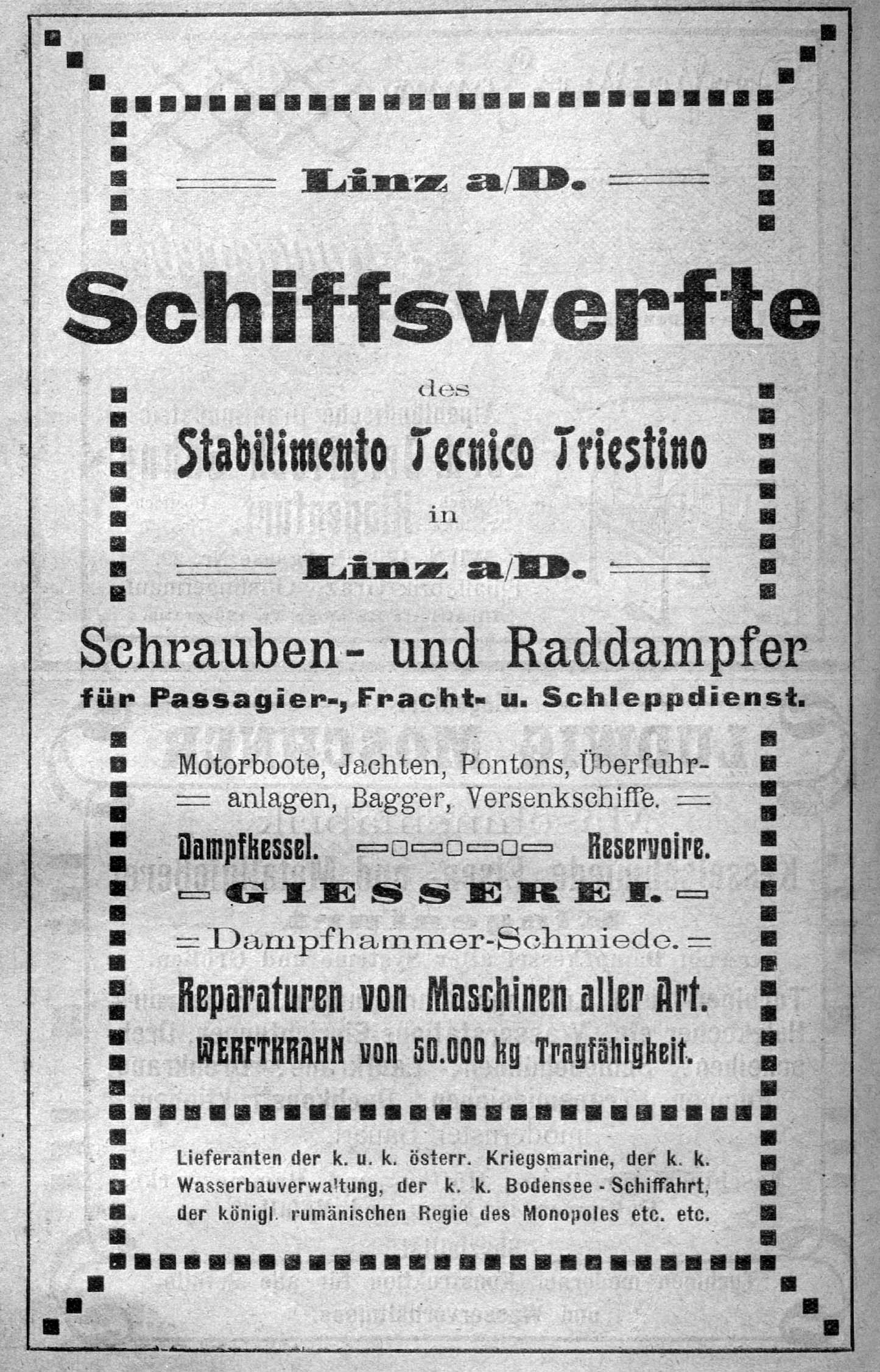
Werbeanzeige der Werft aus der Zeit des STT

1974 wurde die Linzer Werft mit der 650 Mitarbeiter zählenden Schiffswerft Korneuburg zur Österreichischen Schiffswerften AG Linz Korneuburg fusioniert und der ebenfalls verstaatlichten voestalpine einverleibt. Von da an wurde der Export forciert und große wie kleine Aufträge für Länder wie die Sowjetunion, Bundesrepublik Deutschland, Griechenland, Ecuador, Ägypten, Saudi-Arabien, Nigeria, Rumänien, Libyen, Irak, Indonesien und Libanon ausgeführt.
Bis 1991 liefen die Geschäfte vor allem wegen zahlreicher Aufträge aus der UdSSR gut. Doch nach dem Fall des Eisernen Vorhangs 1991 blieben Aufträge aus Osteuropa aus. Noch im selben Jahr wurde die Korneuburger Werft an Privatinvestoren verkauft, um 1994 dennoch geschlossen zu werden. 1992 wurde die ÖSWAG privatisiert und an die Auricon Beteiligungs AG verkauft. Die Auftragslage verbesserte sich nach Neuorientierung des Unternehmens auf den europäischen Binnenmarkt, sodass die ÖSWAG seither wieder wirtschaftlich geführt werden kann. 1998 wurde die heutige ÖSWAG Maschinenbau GmbH ausgelagert. Die ÖSWAG Maschinenbau GmbH ist ein reiner Lohn- und Auftragsfertiger.

## Produktion
Hauptaufgabe der ÖSWAG Werft Linz GmbH ist Service und Reparatur von Schiffen, Booten und Maschinen aller Art. Sowie der Bau von schwimmenden Anlegestellen, Bootshäusern und vieles mehr. Damit ein Schiff viele Jahre wirtschaftlich und sicher auf dem Wasser unterwegs ist, werden in der ÖSWAG Werft Linz GmbH regelmäßig Wartungs- und Instandhaltungsarbeiten durchgeführt. Umbauten wie z. B. Neumotorisierungen, Sanierungs- und Restaurierungsarbeiten und jegliche notwendige Umgestaltungen werden einwandfrei und fachmännisch erledigt.
Von Oktober bis April legen die Schiffe im Linzer Hafen für den Winterstand an und werden für die kommende Saison von der ÖSWAG Werft Linz wieder fit gemacht.
Die nun größte Werft in Österreich verfügt über eine Slipanlage mit einer Länge von 270 m und Breite von ca. 50 m. Somit können zwei bis drei Schiffe gleichzeitig an Land gezogen werden. Eine Schiffbauhalle mit 140 m Länge und 35 m Breite ermöglicht witterungsbedingt ein ganzjähriges Arbeiten an mehreren Schiffen gleichzeitig.
Schiffe, Boote, Schubschiffe, Patrouillenboote, Fähren, Motorgüterschiffe, Fischerboote, Einsatzboote für die Behörden (Polizei, Wasseraufsicht, Rettung, Feuerwehr, Bundesheer...) der ÖSWAG Werft Linz GmbH sind für die Binnenschifffahrt gebaut und werden an Seen und Flüssen in Österreich, Deutschland und Schweiz geliefert.
Die ÖSWAG Maschinenbau GmbH beschäftigt sich vorrangig mit Lohn- und Auftragsfertigungen namhafter Geschäftspartner. Die Stärken liegen in der Montage von Spezialmaschinen sowie in der mechanischen Bearbeitung (Schweißen, Fräsen, Drehen) von einzelnen großen Werkstücken mit hoher Präzision und die Fertigung verschiedener Teilkomponenten bis zu einem Gewicht von bis zu 40 Tonnen. Ein moderner Maschinenpark begünstigt neben qualifizierten Mitarbeiterinnen und Mitarbeitern einen hohen Auftragsstatus. Kunden kommen großteils aus Branchen wie Bahn- und Gleisbau, Folienerzeugung, Papierindustrie, Kunststofftechnik, Walzwerktechnik und Apparatebau. Die fertigen Projekte finden weltweit ihren Einsatz und werden als qualitativ hochwertig angesehen.

### Schiffe
Zu den in Linz gebauten Schiffen zählten u. a. die Schaufelraddampfer Stadt Bregenz (Bodensee) und Johann Strauß der DDSG. Auch die 1903 vom Stapel gelaufene MS Rudolf am Grundlsee wurde auf der Schiffswerft gebaut, ebenso der aus der Operette Im weißen Rössl bekannte Raddampfer Kaiser Franz Josef I. (1873) am Wolfgangsee. Mit der Stella Maris (später Stadt Innsbruck) der Achenseeschifffahrt lief 1911 eines der ersten Binnenmotorschiffe mit Dieselmotor vom Stapel. Zudem baute die Werft die meisten Schiffe der Continentale Motorschiffahrts AG.
Für die Zürichsee Schifffahrtsgesellschaft wurde bis 2007 ein 54 m langes und 700 Passagiere fassendes Schiff namens Panta Rhei gebaut, welches in Einzelteilen zum Zusammenbau nach Zürich transportiert wurde (Sektionsbauweise). Einige weitere Großprojekte der letzten Jahre waren:
- 2015 MS Hallstatt, Hallstättersee, OÖ
- 2016 MS Achensee, Achenseeschifffahrt, Tirol
- 2017 Auslieferung der Fähre Meilen, Zürichsee
- 2018 Auslieferung MS Rhystärn am Rhein, Schweiz
- 2018 MS Engelberg
- 2016/2019 Generalsanierung des Museumsschiffes Oesterreich (1929) am Bodensee nach Art déco